# 柴原温泉
柴原温泉（しばはらおんせん）は、埼玉県秩父市（旧武蔵国）にある温泉。

## 泉質
- アルカリ性単純硫黄冷鉱泉
  - 泉温　9.6〜11℃

## 温泉地
奥秩父の奥座敷、荒川から3キロ北に進んだ先に2軒の温泉宿が寄り添う。日帰り入浴施設、共同浴場は存在しない。
「柳屋旅館」には、平賀源内一行が泊まったとされる旧館（現在宿泊不可）がある。「かやの家」は日本秘湯を守る会所属。
源泉は、かつて存在した旅館の奥を進むと源泉井戸があり、そこから引き湯している。
旅館
- 柳屋旅館
- かやの家

## 歴史
開湯時期は不詳。しかし、江戸時代初期より湯治場としての歴史を持つ。「柳屋旅館」は江戸末期に創業した。
以前の当温泉最古の旅館は「菅沼館」だったが、2010年（平成22年）に閉館。

## アクセス
秩父鉄道秩父本線武州日野駅より車で6分。
関越自動車道花園ICより国道140号経由、車で60分。